# Adrian Pasdar
Adrian Pasdar, född 30 april 1965 i Pittsfield, Massachusetts, är en amerikansk skådespelare. Pasdar är känd för att ha spelat Jim Profit i TV-serien Profit och Nathan Petrelli i Heroes. Han har även en liten roll i pilotfilmen Top Gun. 
Pasdar har ett konto på Youtube, där han brukar lägga upp olika klipp på sig själv och andra Heroes-stjärnor.

## Filmografi i urval
- 1986 - Top Gun
- 1990 - Den kritiska punkten
- 1990 - Profit (TV-serie)
- 1992 – Just Like a Woman
- 1993 - Carlito's Way
- 2000–2002 - Mysterious Ways (TV-serie)
- 2002 - The Twilight Zone (TV-serie)
- 2003–2005 - Vem dömer Amy? (TV-serie)
- 2005 - Desperate Housewives (TV-serie)
- 2006–2009 - Heroes (TV-serie)
- 2011–2013 - The Lying Game (TV-serie)
- 2012 - Political Animals (TV-serie)
- 2014- - Agents of S.H.I.E.L.D. (TV-serie)
- 2016– - Colony (TV-serie)
- 2017- - Supergirl (TV-serie)